# Несквегонінг (Пенсільванія)
Несквегонінг (англ. Nesquehoning) — місто (англ. borough) в США, в окрузі Карбон штату Пенсільванія. Населення — 3336 осіб (2020).

## Географія
Несквегонінг розташований за координатами 40°52′40″ пн. ш. 75°49′18″ зх. д. / 40.87778° пн. ш. 75.82167° зх. д. (40.877771, -75.821777).  За даними Бюро перепису населення США в 2010 році місто мало площу 55,81 км², з яких 54,81 км² — суходіл та 1,01 км² — водойми.

### Клімат
| Клімат : Несквегонінг | Клімат : Несквегонінг | Клімат : Несквегонінг | Клімат : Несквегонінг | Клімат : Несквегонінг | Клімат : Несквегонінг | Клімат : Несквегонінг | Клімат : Несквегонінг | Клімат : Несквегонінг | Клімат : Несквегонінг | Клімат : Несквегонінг | Клімат : Несквегонінг | Клімат : Несквегонінг | Клімат : Несквегонінг |
| Показник              | Січ.                  | Лют.                  | Бер.                  | Квіт.                 | Трав.                 | Черв.                 | Лип.                  | Серп.                 | Вер.                  | Жовт.                 | Лист.                 | Груд.                 | Рік                   |
| Середній максимум, °C | 3,9                   | 3,9                   | 9,4                   | 15,6                  | 23,9                  | 29,4                  | 33,3                  | 31,1                  | 26,1                  | 18,3                  | 10,6                  | 4,4                   | 17,8                  |
| Середній мінімум, °C  | −7,2                  | −8,3                  | −3,9                  | 1,1                   | 7,2                   | 12,2                  | 14,4                  | 13,9                  | 9,4                   | 3,3                   | −0,6                  | −6,1                  | 2,8                   |
| Норма опадів, мм      | 94                    | 76                    | 102                   | 104                   | 122                   | 117                   | 119                   | 114                   | 114                   | 97                    | 114                   | 97                    | 1267                  |
| --------------------- | --------------------- | --------------------- | --------------------- | --------------------- | --------------------- | --------------------- | --------------------- | --------------------- | --------------------- | --------------------- | --------------------- | --------------------- | --------------------- |
| Джерело: Weatherbase  |                       |                       |                       |                       |                       |                       |                       |                       |                       |                       |                       |                       |                       |

## Демографія
Згідно з переписом 2010 року, у селищі мешкало 3349 осіб у 1440 домогосподарствах у складі 847 родин. Густота населення становила 60 осіб/км².  Було 1701 помешкання (30/км²).
Расовий склад населення:
| - 96,7 % — білих - 1,2 % — чорних або афроамериканців - 0,2 % — корінних американців - 0,1 % — азіатів |

До двох чи більше рас належало 0,9 %. Частка іспаномовних становила 2,4 % від усіх жителів.
За віковим діапазоном населення розподілялося таким чином: 18,2 % — особи молодші 18 років, 59,7 % — особи у віці 18—64 років, 22,1 % — особи у віці 65 років та старші. Медіана віку мешканця становила 45,1 року. На 100 осіб жіночої статі у селищі припадало 102,4 чоловіків;  на 100 жінок у віці від 18 років та старших — 100,7 чоловіків також старших 18 років.
Середній дохід на одне домашнє господарство  становив 46 200 доларів США (медіана — 38 887), а середній дохід на одну сім'ю — 57 664 долари (медіана — 49 615). Медіана доходів становила 42 170 доларів для чоловіків та 32 171 долар для жінок. За межею бідності перебувало 19,2 % осіб, у тому числі 33,0 % дітей у віці до 18 років та 11,3 % осіб у віці 65 років та старших.
Цивільне працевлаштоване населення становило 1159 осіб. Основні галузі зайнятості: освіта, охорона здоров'я та соціальна допомога — 28,8 %, виробництво — 20,8 %, роздрібна торгівля — 13,5 %, мистецтво, розваги та відпочинок — 9,5 %.